# Institut des Hautes Études Scientifiques

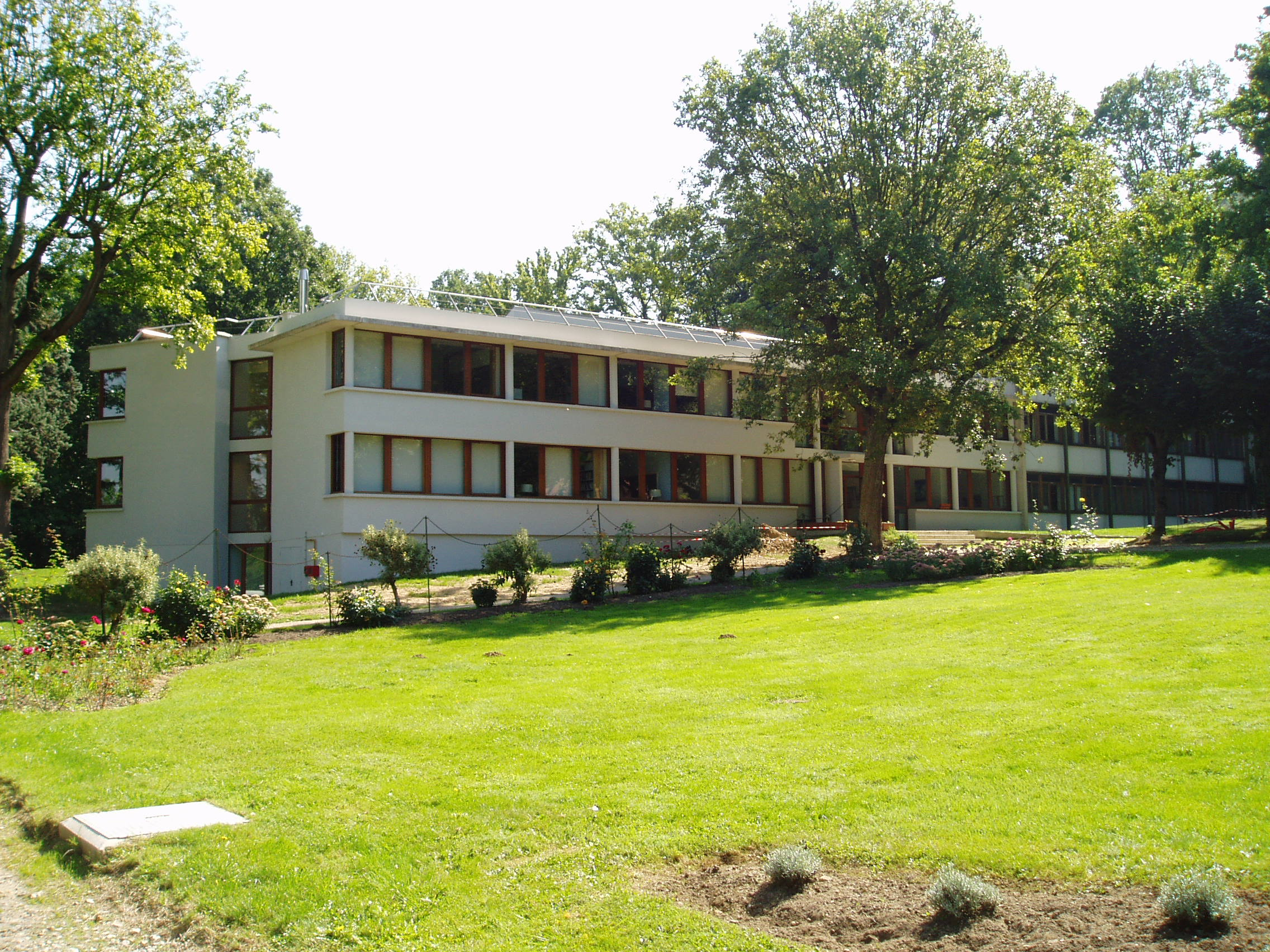
L'edificio principale dell'IHÉS

L'Institut des Hautes Études Scientifiques (IHES) è un'istituzione francese di diritto privato finalizzata a sostenere la ricerca avanzata nel campo della matematica e della fisica teorica. Ha sede a Bures-sur-Yvette, nei pressi di Parigi.

## Attività
L'IHES fu fondato nel 1958 dall'uomo d'affari e matematico Léon Motchane, con l'aiuto di Robert Oppenheimer e Jean Dieudonné. Ha per obiettivo quello di permettere ai migliori ricercatori in matematica e fisica teorica, la possibilità di dedicarsi completamente alla loro ricerca, senza incarichi amministrativi o d'insegnamento. L'Istituto accoglie un piccolo numero di professori in posizione permanente, con nomina a vita, e circa 200 visitatori all'anno per soggiorni della durata media di tre mesi. Vi è anche un piccolo numero di visitatori di lunga durata. La ricerca non è diretta e ciascun ricercatore può sentirsi libero di perseguire i propri obiettivi. Ai professori permanenti è comunque richiesto di garantire una presenza annua per almeno 6 mesi.
Le scelte del fondatore dell'Istituto, Léon Motchane, sul funzionamento dell'IHES sarebbero state influenzate da Robert Oppenheimer, allora direttore dell'Institute for Advanced Study (IAS) a Princeton. La forte personalità di Alexander Grothendieck, e la vasta portata delle sue rivoluzionarie teorie, hanno profondamente marcato i primi dieci anni di vita dell'IHES. René Thom fu un'altra figura caratterizzante, così come Dennis Sullivan, che aveva un particolare talento nell'incoraggiare fruttuosi scambi tra i visitatori.
L'IHES pubblica una rivista matematica, le Publications mathématiques de l'IHES, che ha acquisito un'ottima reputazione.

## Personalità
Tra i grandi matematici che sono, o sono stati, professori permanenti, si possono citare Alexander Grothendieck, Jean Bourgain, Alain Connes, Pierre Deligne (che in seguito è andato a far parte dell'Institute for Advanced Study), René Thom, David Ruelle, Mikhaïl Gromov, Laurent Lafforgue e Maxim Kontsevich.
Raymond Barre fu per un breve periodo presidente del consiglio di amministrazione dell'istituto.

### Direttori
| Image | Name                    | Timespan    |
| ----- | ----------------------- | ----------- |
|       | Léon Motchane           | (1958–1971) |
|       | Nicolaas Kuiper         | (1971–1985) |
|       | Marcel Berger           | (1985–1994) |
|       | Jean-Pierre Bourguignon | (1994–2013) |
| [ 1 ] | Emmanuel Ullmo          | (2013–)     |